# Camps Flegreus

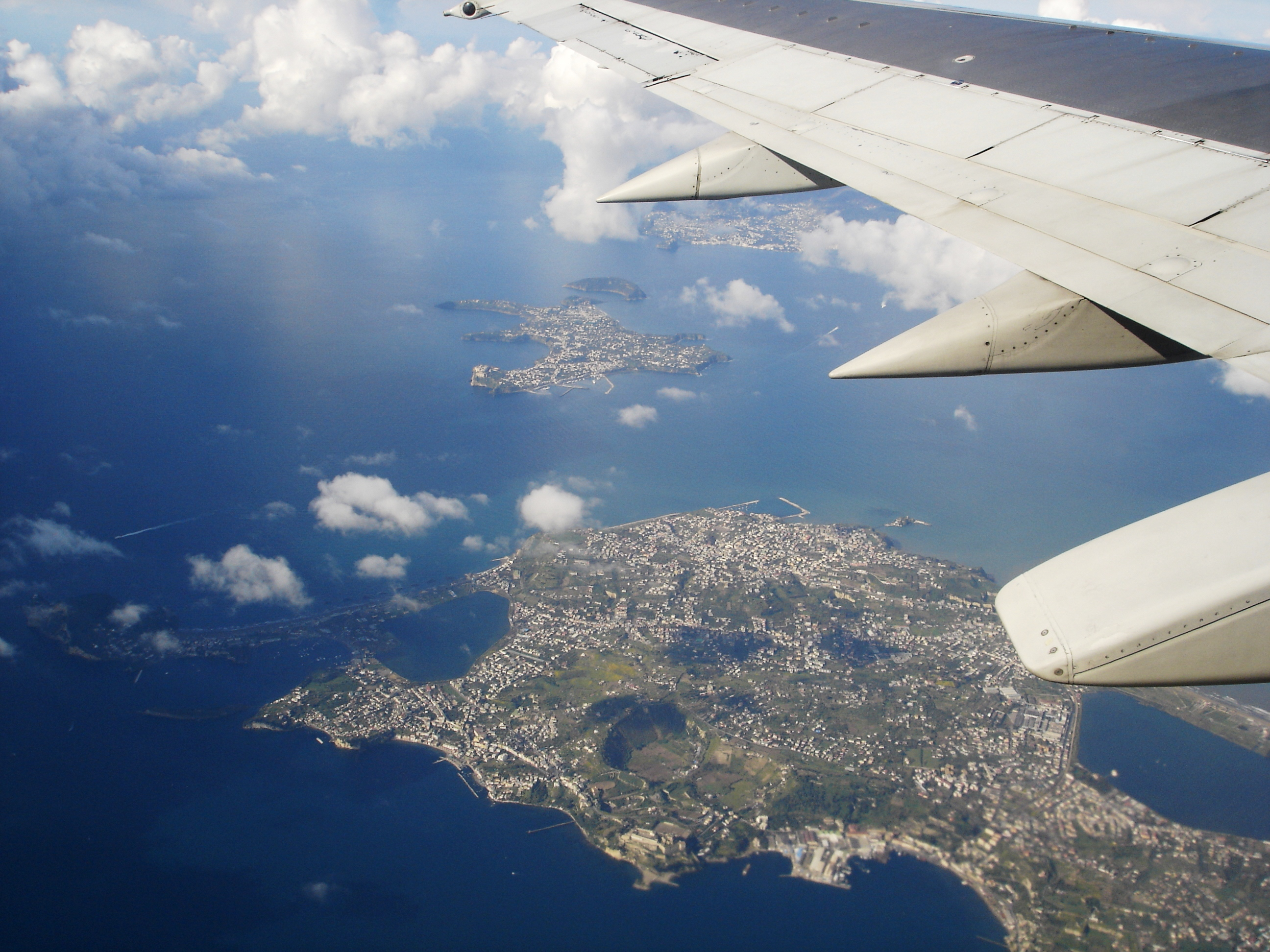
Camps Flegreus vists des de l'aire

Els Camps Flegreus (Campi Flegrei en italià) són una àrea volcànica al nord-oest de Nàpols i a 10 km del Vesuvi, situada al municipi de Pozzuoli. S'hi troba la famosa Solfatara.
Dins de l'àrea dels Camps Flegreus hi ha nombroses fumaroles i solfatares, productores de gasos. El paisatge del territori el formen tot de cràters de volcans actius i d'inactius.
Alguns dels elements volcànics presenten manifestacions gasoses efusives, com per exemple la Solfatara, o hidrotermals (a Agnano, Pozzuoli i Lucrino).
La caldera dels Camps Flegreus és un exemple del fenomen de bradisisme, alternativa elevació i afonament del terra al llarg del temps.
El 2003, fou declarat Parc Regional.
L'erupció ignimbrítica de la Campània, amb un Índex d'explosibilitat volcànica de 7 està datada fa uns 37.000 anys, i coincideix amb un conjunt de canvis bioculturals que inclouen la transició cultural del Paleolític mitjà al superior i la substitució de les poblacions neandertals per l'homo sapiens anatòmicament modern, un tema de debat sostingut.

## Situació geogràfica
Aquesta zona se situa al voltant del golf de Pozzuoli, al nord-oest de la badia de Nàpols, dins la Campània, a Itàlia. L'extensió de la caldera volcànica de dessota els Camps Flegreus és d'aproximadament 13 km de diàmetre, gran part d'ella sota les aigües del Mar Tirrè, al Golf de Pozzuoli.

## Topografia
La caldera dels Camps Flegreus es formà després de dues erupcions, la primera fa 36000 anys i la segona 15000 aproximadament. El paisatge de la zona és ple de nombrosos cons i cràters volcànics, així com de fenòmens termals tals com fonts calentes i fumaroles.

## Elements culturals
Al voltant del segle I a.C., les fonts termals presents en aquesta zona tingueren una influència destacada en la tècnica de banys romana. En aquesta època es tractà d'imitar les fonts calentes dels Camps Flegreus de manera artificial, fent servir per primera vegada la tècnica dels banys suspesos.